# Grabek (województwo warmińsko-mazurskie)
Grabek (niem. Neuhof Grabowken, 1929–1945 Neuhof-Buchenhagen) – kolonia w Polsce położona w województwie warmińsko-mazurskim, w powiecie mrągowskim, w gminie Mikołajki.
W latach 1975–1998 miejscowość administracyjnie należała do województwa suwalskiego.